# GSTA4
GSTA4 (англ. Glutathione S-transferase alpha 4) – білок, який кодується однойменним геном, розташованим у людей на короткому плечі 6-ї хромосоми. Довжина поліпептидного ланцюга білка становить 222 амінокислот, а молекулярна маса — 25 704.
| 10         |  | 20         |  | 30         |  | 40         |  | 50         |
| ---------- |  | ---------- |  | ---------- |  | ---------- |  | ---------- |
| MAARPKLHYP |  | NGRGRMESVR |  | WVLAAAGVEF |  | DEEFLETKEQ |  | LYKLQDGNHL |
| LFQQVPMVEI |  | DGMKLVQTRS |  | ILHYIADKHN |  | LFGKNLKERT |  | LIDMYVEGTL |
| DLLELLIMHP |  | FLKPDDQQKE |  | VVNMAQKAII |  | RYFPVFEKIL |  | RGHGQSFLVG |
| NQLSLADVIL |  | LQTILALEEK |  | IPNILSAFPF |  | LQEYTVKLSN |  | IPTIKRFLEP |
| GSKKKPPPDE |  | IYVRTVYNIF |  | RP         |  |            |  |            |

A: Аланін

D: Аспарагінова кислота

E: Глутамінова кислота

F: Фенілаланін

G: Гліцин

H: Гістидин

I: Ізолейцин

K: Лізин

L: Лейцин

M: Метіонін

N: Аспарагін

P: Пролін

Q: Глутамін

R: Аргінін

S: Серин

T: Треонін

V: Валін

W: Триптофан

Кодований геном білок за функцією належить до трансфераз. 
Задіяний у таких біологічних процесах, як ацетилювання, альтернативний сплайсинг. 
Локалізований у цитоплазмі.